# Utetheisa melampyga
Utetheisa melampyga är en fjärilsart som beskrevs av Arnold Spuler 1906. Utetheisa melampyga ingår i släktet Utetheisa och familjen björnspinnare. Inga underarter finns listade i Catalogue of Life.